# 中国人民解放军空军武昌场站
中国人民解放军空军武昌场站，位于湖北省武汉市江夏区山坡乡，隶属中国人民解放军中部战区空军某部。

## 沿革
原为1950年代末组建的中国人民解放军空军山坡场站，为团级单位，负责供应飞行部队的武器弹药、油料、航空器材备件、车辆运输、通信保障、军需给养工作。1962年，升格组建中国人民解放军空军山坡基地，为师级单位，将地勤维护保障任务划归场站建制。基地下设司令部、政治部、后勤部、机务处等机关。基地主任为樊马义，参谋长张石川，还有两位副参谋长。1972年至1976年间，空某师调离山坡基地，移防四川大足机场和万县梁平机场；山坡基地撤销，恢复为中国人民解放军空军山坡场站；新组建的歼击机师驻山坡机场。
文革初期七二〇事件中，毛泽东被困武汉东湖宾馆，所在地遭到军队人员冲击。1967年7月20日下午，周恩来乘坐专机抵达山坡机场。同行的还有另一架大型客机，机上运载了中国人民解放军8341部队一个连的兵力。飞机在山坡机场停留两天。周恩来抵达山坡机场后，随即登上专车，在中央警卫一中队小分队的护卫下直抵武汉东湖宾馆。到东湖宾馆百花一号后，周恩来随即约见杨成武、谢富治、汪东兴，研究了解事态发展。百花一号和毛泽东居住的东湖宾馆梅岭一号有距离，徒步前往易被发现，周恩来、杨成武、谢富治、汪东兴4人乃乘坐一辆小吉普车往见毛泽东。经他们劝说，毛泽东决定乘飞机离开武汉。随后决定毛泽东乘坐的飞机自王家墩机场起飞。自东湖宾馆至王家墩机场的沿途安全由中国人民解放军武汉军区负责。同时决定将山坡机场的两架自北京来的飞机也调到王家墩机场待命，以便毛泽东离开武汉时乘用。1967年7月21日凌晨2时，毛泽东离开梅岭一号，很快抵达王家墩机场。天亮后，毛泽东登上专机。1967年7月21日上午11时，飞机在上海虹桥机场降落。这是毛泽东自1958年（1958年中共中央政治局考虑到飞机有危险性，决定毛泽东出行不坐飞机，而坐火车专列）后首次乘飞机，也是毛泽东最后一次乘飞机。
此后仍在1967年，山坡机场突降三架专机，其中一架是英国制“子爵”式高级客机，为中央首长专机。但并机上并无中央首长，仅有工作人员。飞机在山坡机场停留三天，停留期间飞机停在起飞线上，旁边有消防车、救护车、通信车待命，机组人员也就地待命，随时准备起飞。但因毛泽东选择坐火车专列从北京途经武汉，所以这三架专机作为预备行动方案未被使用。
后来，空军山坡场站更名为中国人民解放军空军武昌场站。2000年代，在空军汉口场站准备从王家墩机场迁移，而阳逻机场尚未建成启用时，空军武昌场站成为武汉地区的军事重地。
2012年10月，武汉市人民政府常务会议审议通过了《武汉“十二五”物流空间规划》，其中首次提出将山坡机场军民合用，改扩建成武汉江南航空物流港。2013年1月27日，海航机场集团有限公司董事长兼总裁董桂国一行5人，在武汉市江夏区人民政府副区长范礼奎的陪同下，实地考察了山坡机场。但根据《长江日报》2016年1月20日的报道，武汉规划中的第二机场武汉江南国际机场已不再选址山坡机场。
空军武昌场站原隶属中国人民解放军广州军区空军空军航空兵第十八师，为该师第五十二团驻地。2016年，在深化国防和军队改革中，转隶中国人民解放军中部战区空军某部。

## 历任领导
| 站长 …… - 卢嵘林（？—？） …… | 政治委员 |